# Prêmio da Música Brasileira para Melhor Intérprete de MPB
O Prêmio da Música Brasileira para Melhor Intérprete de MPB é concedido anualmente desde 2023 pela tradicional premiação musical. A categoria "Intérprete" substituiu as categorias "Cantor" e "Cantora", permitindo a inclusão de pessoas não-binárias.  Essa categoria foi criada para tornar a premiação mais inclusiva e representativa.

## Vencedores e indicados

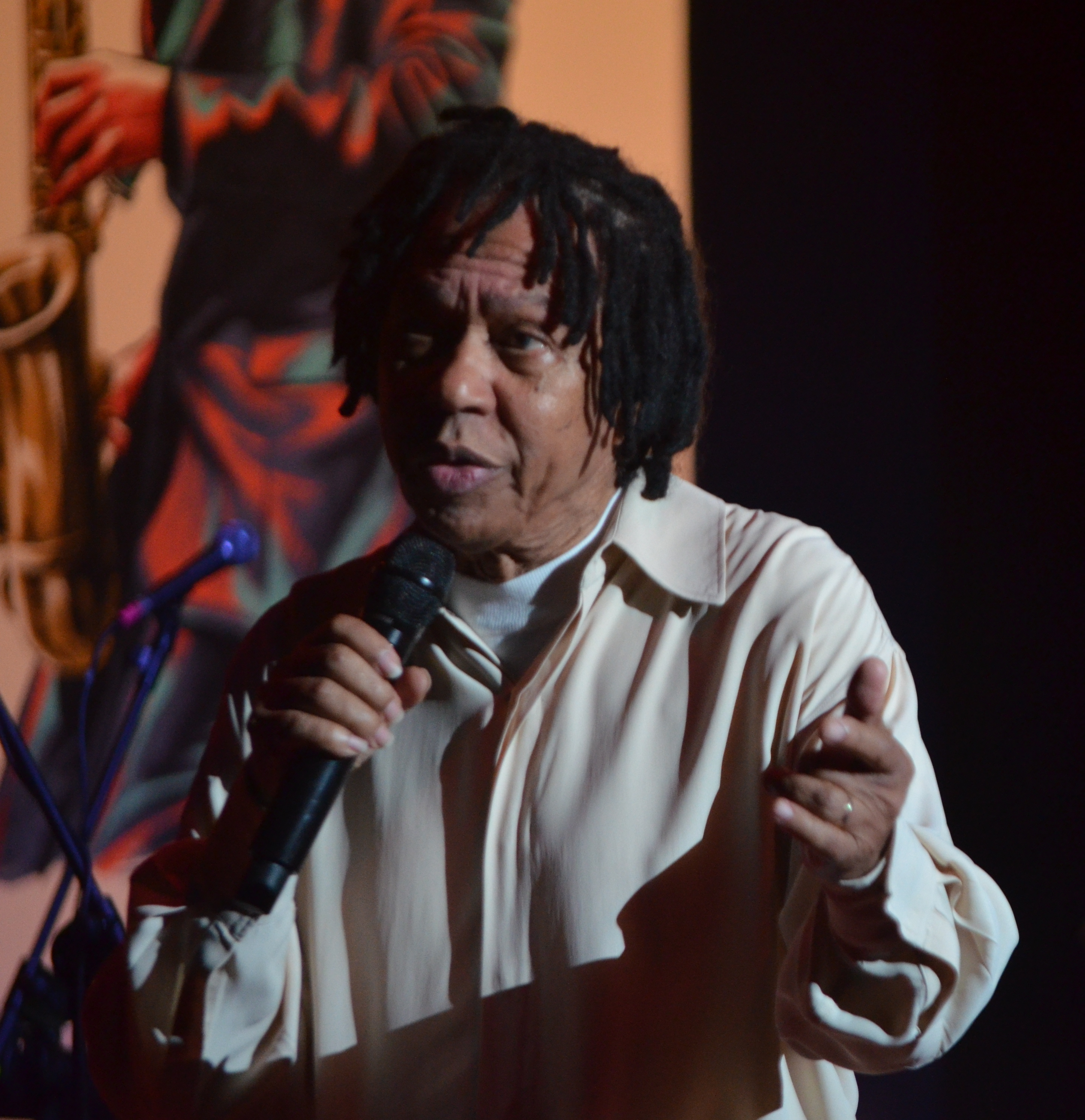
Vencedor inaugural, Djavan

| Ano  | Vencedor(a) | Indicados                                                    | Ref.  |
| ---- | ----------- | ------------------------------------------------------------ | ----- |
| 2023 | Djavan      | - Alaíde Costa - Dori Caymmi - Gilberto Gil - Mônica Salmaso | [ 2 ] |
| 2024 | Rosa Passos | - Alaíde Costa - Jards Macalé - Jota.Pê - Wanderléa          | [ 3 ] |